# Kinder unserer Zeit (Film)
Kinder unserer Zeit (Originaltitel: I vinti) ist ein italienisches Episodenfilmdrama über Jugendkriminalität aus dem Jahre 1953 von Michelangelo Antonioni.

## Handlung

### Erste Episode: Frankreich
Pierre, ein Pariser Gymnasiast, ist ein Angeber, der seinen Klassenkameraden erklärt, dass er dabei ist, Millionen (Lire) zu verdienen. Zwei Mitschüler beschließen, ihn während eines gemeinsamen Ausflugs zu töten, um ihn anschließend auszurauben und nach Algerien abzuhauen. Das Mädchen Simone gibt vor, in Pierre verliebt zu sein, um ihn dazu zu bringen, einen Brief zu schreiben, der den Tätern später als Alibi dienen wird. André schießt auf seinen Klassenkameraden, woraufhin alle anderen fliehen. Pierre, der mit dem (nicht vorhandenen Geld) nur geprahlt hatte, stirbt nicht sofort und kann noch von seiner eigenen Ermordung Zeugnis ablegen. André geht, begleitet von seinem Vater, zur Polizeiwache, um zu gestehen.

### Zweite Episode: Italien
Der römische Schüler Giulio, ein Sohn eines Profisportlers, betätigt sich nebenbei als Zigarettenschmuggler. Eines Nachts wird er von der Zollpolizei ertappt: In Panik tötet er einen Wachmann und begibt sich anschließend auf die Flucht. Verfolgt von seinen Häschern, klettert er auf ein Gerüst und fällt von diesem in die Tiefe. Giulio ist zwar schwer verletzt, rappelt sich aber wieder auf und schleppt sich zu seiner Freundin Marina, die ihn zum Arzt bringen will. Doch er will sich keinesfalls in die Hände Anderer begeben und entschließt sich dazu, lieber in den eigenen vier Wänden Schutz zu suchen. Dort stirbt Giulio in dem Moment, in dem die Polizei anrückt.

### Dritte Episode: England
In London berichtet Aubrey Allan, ein Junge mit Dichterambitionen, einer Zeitung, dass er die Leiche einer Frau entdeckt habe. Die Polizei wird alarmiert. Aubrey schreibt einen Artikel für die Zeitung über den Fund der Leiche. Nach einiger Zeit erklärt der junge Mann in seiner Hybris, dass er der Mörder der Frau sei. Er glaubt, das perfekte Verbrechen verübt zu haben und dass er trotz eines Geständnisses sich selbst entlasten könne, täuscht sich aber: In seiner ersten abgegebenen Zeugenaussage entdecken die Richter die Beweise für sein Verbrechen und verurteilen ihn zum Tode.

## Produktionsnotizen
Kinder unserer Zeit entstand in den drei Ländern, in denen die Episoden spielen, und wurde am 4. September 1953 im Rahmen der Internationalen Filmfestspiele von Venedig uraufgeführt. Die Deutschland-Premiere war am 12. Oktober 1956. Am 4. März 1967 wurde der Film erstmals im deutschen Fernsehen (ZDF) gezeigt.
Die 23-jährige Französin Etchika Choureau gab hier ihr Filmdebüt. Paolo Moffa übernahm die Produktionsleitung. Gianni Polidori und Roland Berthon schuf die Filmbauten. Alain Cuny und Francesco Rosi waren zwei von insgesamt vier Regieassistenten.

## Kritiken
„Von den drei Episoden, die im Film erzählt werden, sind die ersten beiden langsam und manchmal künstlich. Die dritte wird mit größerer Klarheit durchgeführt und die gut charakterisierten Protagonisten bieten eine gute Interpretation.“

Das Lexikon des Internationalen Films meinte: „Der zweite Spielfilm des ehemaligen Journalisten und Dokumentaristen Antonioni versucht, die Jugendkriminalität durch die Nachkriegsverhältnisse zu erklären. Sein pessimistisches Fazit: eine wirkliche geistige und moralische Erneuerung hat nicht stattgefunden. Die Aussagekraft von Schnitt und Kameraarbeit weist bereits auf die formale Qualität der späteren Antonioni-Werke hin.“
„Sicherlich war Antonioni thematisch seiner Zeit voraus, indem er zwar die Jugendkriminalität anprangerte, aber weder in härteren Strafen eine Lösung sah, noch die ältere Generation aus ihrer Verantwortung lassen wollte. Gleichzeitig wollte er seinen Film auch als Warnung für die Jugend wissen, der er mit seinen beispielhaften Geschichten die möglichen Konsequenzen aufzeigte. Dieser inhaltliche Ansatz musste scheitern, da er keiner gesellschaftlichen Meinung entsprach. (…) Filmästhetisch trug die Formsprache mit den drei Episoden und der dokumentarischen Einleitung dazu bei, den Gesamtaufbau zu verkennen, und "I Vinti" nur nach der Qualität der einzelnen Episoden zu beurteilen. Diese wirken durch die - gemessen am Geschehen - knappe Laufzeit und die professionellen Darsteller teilweise überinszeniert.“